# بول هيمان
بول هيمان (ولد في 11 سبتمبر 1965) وهو مدير أعمال المصارع  سيث رولينز
ودائماً بول هيمان يُطلق على الذين يتولى ادارتهم «فتيان هيمان» أو "Paul Heyman Guys"
وسابقا كان مدير أعمال للمصارع سي إم بانك ولكن وقعت بينهم خلافات ومشاكل قويه، ولا يقتصر دور بول هيمان في دبليو دبليو إي بإدارة أعمال المصارعين فحسب، فهو فوق ذلك مروج، ومدير، ومعلق، وصحفي واشتهر بأن له تكتيكات وخطط رائعه ولا يستهان به حتى لو كان ليس رياضياً، وكما كان له أدوار عظيمة في نهوظ اتحاد WCW في عام 1990 أيضاً، وهو المدير العام لECW وله أدوار كبيرة خلف الكواليس، وأيضاً له دور عظيم جدا في قيام اتحاد ECW حيث كان يُعرف في ذلك الوقت بالمدير والممثل التجاري لإتحاد ECW

## النشأة
ولد بول هيمان في مدينة سكيرديل، في ولاية نيويورك ب أمريكا الشمالية وهو ابن المحامي ريتشارد هيمان، ولوالده مكانه عاليه فقد كان موظف في البحرية الأمريكية وهو أحد الناجين من الحرب العالمية الثانية، وتشتهر عائله هيمان بأنها عائلة يهودية وبول هيمان يهودي أيضاً، وعندما كان عمره 11 سنة كان يعمل ببيع ذكريات وأعمال المشاهير عن طريق النظام الإلكتروني من منزله، وعندما وصل سن المراهقة كان خلف الكواليس في اتحاد WWE بصفته مصور صحفي وقد لاحظوا أعضاء WWE أنه سريع جدا في الكلام، وكانت الشركة تدفع له راتب على تلك الصور، وحين وصل ال19 سنة من عمره أصبح مروج لملهى ليلي في نيويورك في منتصف عام 1980 م

## في المصارعة

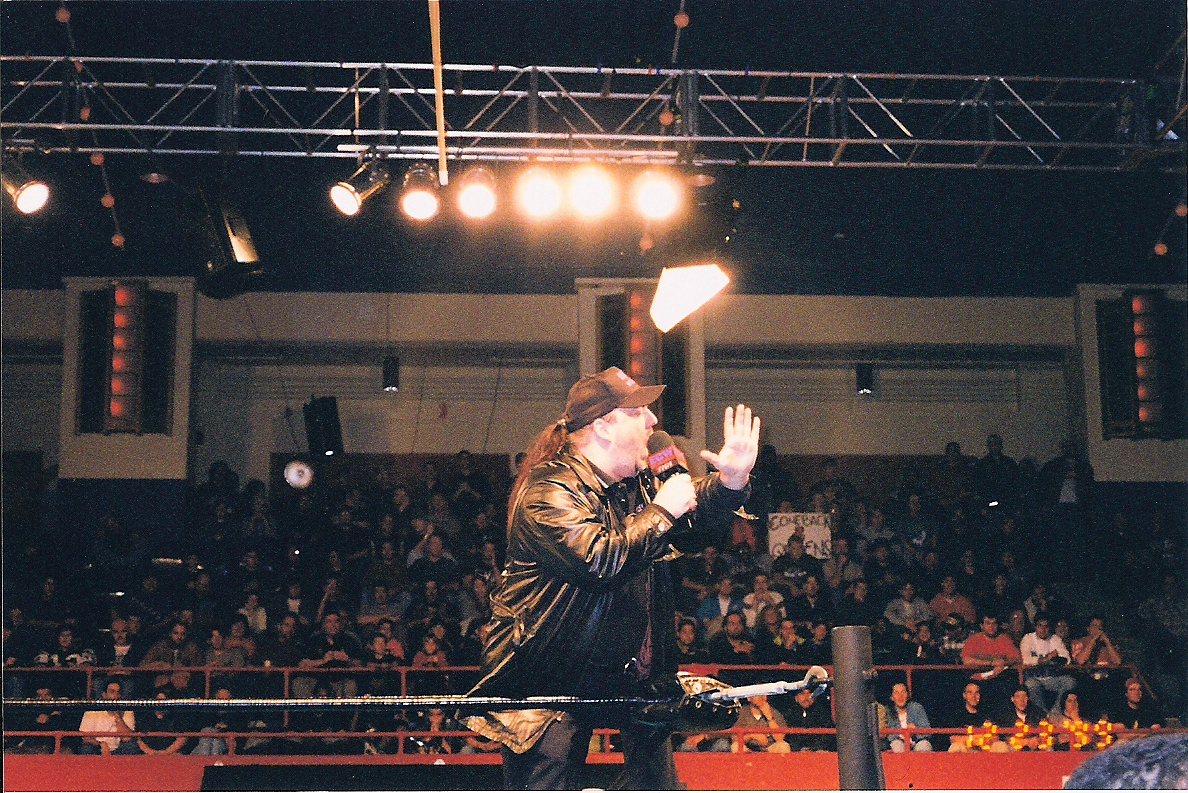
بول هيمان يخاطب الجمهور

### المسيرة المبكرة
كانت بدايات هيمان في المصارعة كمصور وكاتب للسيناريوهات في اتحاد دبليو دبليو إي حيث بدأ خدماته للإدارة بتاريخ 2 يناير 1987 وكان يعمل في اتحاد مستقل، إلى أن أصبح مسؤولا رفيع المستوى في اتحاد (FCW) في فبراير 1987 حيث انضم مع كيفين سوليفان وكان اسمه في ذلك الوقت (بول إي دانغروسلي) بسبب الشبه الكبير بينه وبين الممثل مايكل كيتون في الفيلم المشهور (جوني دانغروسلي)، من هناك سافر إلى ميمفيس لإدارة أعمال المصارع (تومي ريتش) و (أوستن آيدول) في صراع عنيف مع معلق اتحاد WWE الحالي جيري لولر في اتحاد AWA
وكان هيمان مشهورا بالتحايل والكذب مما جعل له شخصيه خاصه في إتحادات المصارعة الحرة

### اتحاد المصارعة القاري (CWF)
بعد ترك هيمان اتحاد (AWA)، سافر إلى ألاباما وظهر في اتحاد (CWF)، حيث شكل هيمان تحالفا قويا مع إدي جيلبرت خلف الكواليس. وكان جيلبرت رئيسا للأتحاد وعين هيمان نائبا له، وكان هيمان أيضا رئيسا لعاصفه مدينه المصارعة، في شيكاغو وبدأ بول هيمان بتطوير سمعته باعتباره كاتب تلفزيوني ومنتج ومبتكر ومطور للعروض

### بطولة العالم للمصارعة (WCW)
في أوائل عام 1988 قفز هيمان إلى اتحاد WCW وتمكن من اداره أعمال بعض من المصارعين وهم (بوبي إيتون وستان لين) ومدربهم جيم كورنيت، فضلا عن إدارته لمارك ويليام سابقا الذي أصبح لاحقا أندرتيكر، وقد عمل فيWCW كمعلق مع جيم روس، ومعظم المصارعين الذين تولى إدارة أعمالهم كانت في WCW
ملاحظه: لمشاهده أسماء المصارعين الذين تولى إدارتهم الرجاء أنظر (مصارعين تولى إدارة أعمالهم)

### بطولة المصارعة المتطرفة (ECW) من 1993-2001
بعد مغادرته WCW حاول هيمان بدأ حمله ترويجيه في ولاية تكساس، طلب رئيس عرض ECW الذي يدعى تود غوردور طلب بول هيمان الحضور إلى ECW لتعليم المصارعين كيفية تنفيذ المقابلات،
وفي 18 سبتمبر 1993 تولى هيمان الإدارة على الاتجاه الإبداعي في الشركة،
وتولى بول هيمان إدارة بعض المصارعين من ضمنهم (سابو) و (911) ثم بدأ بالتطور تدريجيا في الإدارة إلى أن أصبح هيمان مدير ECW نفسه،
وبعد هذا بعام، كانت شركه (NWA) ستنضم إلى ECW، وكان من المقرر أن تقام في أغسطس 1994، بعد تآمر هيمان مع دوغلاس غوردون (دون علم مديرNWA بهذا) وعندما علم حصب خلاف كبير بين هيمان ومدير (NWA) وتحدثت جميع صحف المصارعة عن هذا الخلاف
في الأسبوع ذاته، هيمان وغوردون يشتركون في الإعلان الجهري والرسمي لECW، مع تشجيع هيمان المصارعين في التعبير عن مشاعرهم الحقيقية عن الصندوق العالمي للطبيعة، وNWA، وWCW والسماح لهم للمساعدة في تطوير شخصياتهم الخاصة. تولى العديد من المصارعين عن طيب خاطر على أدوار إضافية في عمليات الشركة، مثل نقل البضائع والرد على الهواتف. نمت الشركة المتشددين الموالين قاعدة جماهيرية مع هيمان الذي شجع التفاعل. في نهاية المطاف، أصبح هيمان المالك الوحيد ECW ،
بعد أسابيع فقط تم بيع (ECW) بعد شراء WWE لWCW في عام 2001 بقيمه (2,000,000)

### مذيع ومعلق (2001)
أصبح بول هيمان معلقا يحل محل جيري لولر (بعد اعتزال لولر WWF ولكنه عاد في WWE)، وأصبح يعلق على WWE RAW ,
واستأنف قصه خلافه مع جيم روس في يوليو مع استمرارهم جميعا في التعليق، لكنه ترك التعليق بعد قدوم مايكل كول من ECW ولكنه علق في تاريخ 16، 23، 30 من شهر يوليو وتموز قائلا: مايكل كول لا يصلح بأن يكون معلقا ولكن مايكل كول حل محل هيمان في طاولة المعلقين إلا يومنا هذا.

### إدارة بروك ليسنر (2002)
في مارس من سنه 2002 عاد بول هيمان بصفته مدير لبروك ليسنر وقام بتقديم بروك ليسنر في عرض حيث فاز بروك ليسنر على ذا روك في سمر سلام، ولكن لاحقا إنقلب هيمان على ليسنر وقام بمساعده بيغ شو وأخذ اللقب من ليسنر، أصبح هيمان أول رجل يدير أعمال حاملي اللقب 3 مرات على التوالي، حيث كان مديرا لبروك ليسنر وكان ليسنر حامل اللقب، ثم أصبح مديرا لبيغ شو وكان بيغ شو حامل اللقب، إلى أن تم الكشف على أن هيمان مديرا لكيرت أنجل وفي تلك الفترة حمل كيرت اللقب بعد هزيمته لبيغ شو
عانى هيمان من إصابه حقيقه من بروك ليسنر بعدما قام ليسنر بتنفيذ F5 على هيمان قبل الراسلمينيا بأيام قليله وكان من المفترض أن يكون هيمان حاضرا لإدارة كيرت أنجل ضد بروك ليسنر ولكن اصابته الحقيقية منعته من الظهور على الشاشات لأسابيع

### المدير العام لسماكداون 2003-2004
بعد أن هزم فينس مكمان ابنته ستيفاني مكمان (مديره سماكداون في تلك الفترة) في عرض «لا رحمه 2003» اجبرت ستيفاني مكمان على التخلي عن منصبها كمديرة لسماكداون، عاد هيمان على العروض المتلفزة وأصبح هو المدير لسماكداون وقام بإهانه ستيفاني بتصويرها وهي تطرد من والدها، وقال هيمان أنه سيعود لإدارة بروك ليسنر مجددا وأن هذه الأمور لا تفرق بينهم، ودعا هيمان أندرتيكر وجون سينا وكريس بنوا للمشاركه في الراسلمينيا التي وصفها بأنها ستكون أفضل راسلمينيا على الإطلاق،
في 22 مارس 2004 ظهر هيمان في عرض الرو للمشاركة في مشروع لليناصيب ولكن حضوره في تلك الفترة جعلت WWE تقرر إنهاء إدارة هيمان وتسليمها لعدوه اللدلود بيشوف، هذا الرجل ألقى العديد من التهم على هيمان ومنها تهدير مواهب المصارعين،
ولكن لم يتم طرد هيمان في تلك الفترة بل جعلوه رئيس لكاتبين السيناريوهات وله فضل قوي جدا في نجاح ما يسمى «سماكداون سته» تلك الفترة (كيرت أنجل، كريس بنوا، إيدج، ري ميستيريو، إيدي غريرو، تشافو جريرو

### العودة إلى WWE من 2012-الآن
في 7 مايو 2012 في عرض الرو عاد هيمان ومعه بروك ليسنر بعد أن قال ليسنر أنه لم يعود أبدا، وفي الاسبوع التالي واجه هيمان دعوى قضائية من تريبل اتش تسمى «خرق عقد صحيح» وضرب تريبل اتش بول هيمان، وقال هيمان أنه سيرفع هو دعوى قضائية تسمى «الأعتداء والضرب»،
وفي 3 سبتمبر 2012 بعد هجوم سي ام بانك على جون سينا في مباراته ضد البيرتو ديل ريو
بدأ بين بانك وهيمان التحالف وبدأوا بالدخول معا في إي عرض، ولكنهم تفرقوا في الفترة الحالية وبينهم عداوة قوية
في 2018 حدثت خلافات بينه وبين بروك ليسنر ولكن قال بول هيمان ان ليسنر سيفوز على رومان رينز في سمر سلام.

## أعماله خارج المصارعة
كان بول هيمان في دور المعلق في فيلم روليربال في عام 2002 وقد حصل على إشاده كبيرة في هذا الدور ولكن فكره الفيلم ذو طابع هزلي وكان للهو فقط، ولهذا لم يشتهر هيمان في هذا الفيلم، وفيما بعد قد شارك هيمان في مسرحية تسمى (أنا أسطوره) أو " I Am Legend" والذي تدور محور القصة فيه عن اشياء حدثت منذ زمن بعيد، وأقيمت المسرحية على (توني إن) في نيويورك

## الحياة الشخصية
بول هيمان  أب لولدين، الأول اسمه أزالي هيمان ولد في 31 يوليو 2002، والآخر اسمه يعقوب هيمان الذي ولد في 28 مايو 2004

## مصارعين تولى إدارة أعمالهم
■ تومي ريتش
■ دينيس كوندري
■ راندي روز
■ كولونيل ديبيرس
■  أندرتيكر 
■ ستيف أوستن
■ ريك رود
■ ايه ار ان اندرسون
■ ري ميستيريو
■ لاري زبيسزكو
■ بوبي إيتون
■ مادوسا
■ جيمي سنوكا
■ سابو
■ 911
■ بروك ليسنر
■ بيغ شو
■ كيرت أنجل
■ بينجامين
■ تشارلي هاس
■ روب فان دام
■ مات مورغان
■ تومي دريمر
■ سي ام بانك
■ كيرتس أكسل
■ رايباك
■ سيزارو
رومان رينز 

## الجوائز والإنجازات
■ مجلة PIW
- صنفته مجلة PIW بأفضل مدير أعمال لعام (1992)

■ Wrestling Observer Newsletter awards
- اضافته Wrestling Observer Newsletter awards في قاعه الشهرة الخاصة بها لعام (2005)
- صنفته Wrestling Observer Newsletter awards بأفضل بوكر في عام (1994)- وعام (1997)، وعام (2002)
- صنفته Wrestling Observer Newsletter awards بأفضل من ليس مصارعاً في عام (2001) - وعام (2002) وعام (2004) وعام (2012)

## روابط خارجية
- بول هيمان على موقع IMDb (الإنجليزية)
- بول هيمان على موقع ديسكوغز (الإنجليزية)
- بول هيمان على موقع قاعدة بيانات الفيلم (الإنجليزية)
- بول هيمان على موقع دبليو دبليو إي (الإنجليزية)
- بول هيمان على موقع WrestlingData.com (الإنجليزية)
- بول هيمان على موقع CageMatch worker (الإنجليزية)
- بول هيمان على موقع قاعدة بيانات المصارعة على الإنترنت (الإنجليزية)
- بول هيمان على موقع عالم المصارعة على الإنترنت (الإنجليزية)
- بول هيمان على موقع عالم المصارعة على الإنترنت (الإنجليزية)